# Мартелоне (Верчели)
Мартелоне је насеље у Италији у округу Верчели, региону Пијемонт.
Према процени из 2011. у насељу је живело 43 становника. Насеље се налази на надморској висини од 332 м.